# Гай Ицилий Руга
Гай Ицилий Руга, Висцелий (C. Viscellius ? Ruga или Caius Icilius Ruga) е политик и един от първите народни трибуни на Римската република.
Произлиза от плебейската фамилия Ицилии.
През 493 пр.н.е. той става вероятно народен трибун. Колегите му са: Луций Албиний Патеркул, Луций Юний Брут, Гай Лициний, Публий Лициний и Луций Сициний Велут Белут.